# Zend Framework
Zend (Zend Platform) e обектно ориентирана уеб платформа с отворен код за разработка на динамични уеб приложения, изискваща PHP 5.1.4

## Спонсори и партньори
- Zend Technologies
- IBM
- Google
- Microsoft
- Adobe Systems

## Поддръжка на СУБД
Платформата поддрържа следните СУБД:
- Oracle
- PostgreSQL
- MySQL